# ソングライター
ソングライター（英：songwriter）は、ポピュラー音楽において、歌詞とメロディ（主旋律）の両方を同時に創作する者、あるいはコード進行（和声）や楽曲構成（楽式）といった音楽部分を創作する者を指す。厳密には、作詞だけを行う作詞家や、クラシック音楽における作曲家とは異なる。
トップラインやビートメイクといった制作手法が用いられる音楽のジャンル（ヒップホップ、コンテンポラリー・R&B、EDM等）では、前者をトップライナー、後者をビートメイカーと、それぞれ呼ばれることもある。

## 作詞・作曲家の歴史とその背景
ソングライターは自分で歌うため、もしくは他の人が歌うための曲（歌詞）を制作する。現代の文脈では、特にポピュラー音楽において自分で（一般的にメロディー・歌詞の両方を）作った曲を自分で歌う人のことをシンガーソングライターとして分けて呼ぶことが多い。しかし、このように自分が作った曲を自分で歌うことは数千年以上の歴史があり、例えば中世の吟遊詩人も自身の作った曲を歌っていたと考えられる。
一方、歌曲の多くは作家自身よりも他人が歌唱するために作られるが、フランツ・シューベルトはしばしばプライベートパーティで自分の曲を自分で歌っていたとされる。実際のところ、今日の人気のあるソングライターも、さまざまなアーティストによって自分の作品がレコーディングされたり、違った解釈で演奏されたりすることが少なくない。
また、現代のロックバンドの多くは一般的に1人か2人のソングライターがおり、多くはメンバーが担当している。その中でもボブ・ディラン、ビリー・ジョエル、ポール・マッカートニー、プリンスなどのソングライターは、作曲しながら自分で演奏して録音したり、もしくは複数の楽器をオーバーダビングと呼ばれる手法を用いて自分で演奏し制作したりする。この手法は、まず演奏部分を完成させ、試行錯誤を繰り返しながら、それに合った歌詞を組み立てることができるという利点がある。
しかし、今でも多くの曲もしくはその土台となる部分はソングライターによって一つの楽器のみでシンプルに作られており、この際、メロディーとコードの双方を比較的容易に弾くことができるギターやピアノといった楽器が作詞・作曲作業によく用いられる。
基本的に作るときの決め事はないが、以前の商業的なソングライターはラジオに流すことを想定して、とにかく人の耳を引き付けられるような曲や、ラジオのフォーマット（つまり時間的な制約）に合った曲を作ることが要求された。しかし、1960年代・1970年代のソングライターは自分の居場所を確立するためにそれらのルールから脱却し、新天地を探ると共にラジオから離れていった。
多くのソングライターがフリーで活動しているが、音楽出版社やレコード会社などに所属して活動するソングライターも存在する。特にカントリーミュージックの多くは音楽出版社と直接契約したソングライターによって作られることが多い。
ただ、フリーで活動しているソングライターの曲であっても、作者の許可無く（公衆の場で）演奏したりコピーしたりすることはできない。これは、フリーであってもソングライター自身が音楽出版社としての役割を果たすからであり、そこから著作権が発生するためである。演奏する許可を得たい場合には、演奏する権利を権利者（日本ではJASRACが一括管理している場合が多い）から購入するのが一般的である。
ソングライティングしたり出版したりして発生したロイヤルティーは（特に作った曲がヒットした場合は）重要な収入源となりうる。
また、ポピュラー音楽でのソングライターの多くは音楽プロデューサーとしても活動している。